# Piz Güglia
Der Piz Güglia ([ˌpitsˈdʑyʎɐ]ⓘ, rätoromanisch im Idiom Puter, im Idiom Surmiran Piz Gelgia ⓘ, deutsch Piz Julier ⓘ) ist ein Berg nordöstlich des Julierpasses im Kanton Graubünden in der Schweiz mit einer Höhe von 3380,4 m ü. M. Er gehört zu den höchsten Erhebungen der Albula-Alpen, wird jedoch vom Piz Calderas und Piz Kesch leicht überragt. Die überaus klotzige Gestalt, die sich über Silvaplana erhebt, fällt allseitig in mächtigen, zum Teil steilen Granitwänden zu Tal und bietet von allen Seiten einen imposanten Anblick. Auf der Nordostseite trägt er einen kleinen Gletscher, den Vadret Güglia. Dank seiner isolierten Lage bietet er eine weite Aussicht über das Oberengadin.

## Lage und Umgebung
Der Piz Güglia ist Namensgeber der Güglia-Gruppe, einer Untergruppe der Albula-Alpen. Über den Gipfel verläuft die Gemeindegrenze zwischen Silvaplana und St. Moritz. Zu den Nachbargipfeln gehören der Piz Suvretta, der Piz Bever, der Piz Nair, der Piz Albana, der Piz Polaschin, der Piz Valletta, der Piz Surgonda und der Corn Suvretta. Talorte sind Silvaplana, Champfèr und St. Moritz. Häufiger Ausgangspunkt ist der Julierpass.

## Namensherkunft
Die Herkunft des Namens Güglia, Gelgia wird aus dem gallischen Wort julo für Joch, Pass erklärt.

## Routen zum Gipfel
Die Erstbesteigung erfolgte am 12. Juli 1859 durch Gian Saratz und Jann Rüedi.

### Über den Ostgrat (Normalroute)
- Ausgangspunkt: St. Moritz-Suvretta (1894 m) oder Chamanna dal Stradin (Julierpass) (2161 m)
- Route: Über Fuorcla Albana
- Als Alpine Route weiss-blau-weiss markiert
- Schwierigkeit: WS
- Zeitaufwand: 5 Stunden von St. Moritz-Suvretta, 4 Stunden von Chamanna dal Stradin

### Über den Südgrat (Crasta d'Mez)
Schöne, nicht schwere Kletterei
- Ausgangspunkt: Chamanna dal Stradin (Julierpass) (2161 m)
- Schwierigkeit: ZS
- Zeitaufwand: 4½ Stunden

### Durch den Kamin der Südwand
Wegen des losen Gesteins nicht zu empfehlen
- Ausgangspunkt: Chamanna dal Stradin (Julierpass) (2161 m)
- Schwierigkeit: ZS
- Zeitaufwand: 3½ Stunden

### Über den Südwestgrat (Crasta Muntaratsch)
Längster Grat des Piz Güglia
- Ausgangspunkt: Chamanna dal Stradin (Julierpass) (2161 m)
- Schwierigkeit: ZS
- Zeitaufwand: 4 Stunden

### Durch die Westwand
- Ausgangspunkt: Alp Güglia (Julierpass) (2215 m)
- Schwierigkeit: ZS
- Zeitaufwand: 4 Stunden

### Über die West-Wandrippe (Crasta Lischander)
- Ausgangspunkt: Alp Güglia (Julierpass) (2215 m)
- Schwierigkeit: ZS
- Zeitaufwand: 4–4½ Stunden

### Über den Nordgrat
Zum Teil überhängende Gratstufen
- Ausgangspunkt: Fuorcla Güglia (2891 m)
- Schwierigkeit: S+
- Zeitaufwand: 4 Stunden

### Durch die Nordwand zum Ostgrat
- Ausgangspunkt: Suvretta (1894 m)
- Schwierigkeit: ZS+
- Zeitaufwand: 6 Stunden

## Galerie

Piz Julier, von Osten. Historisches Bild von Leo Wehrli (1939)
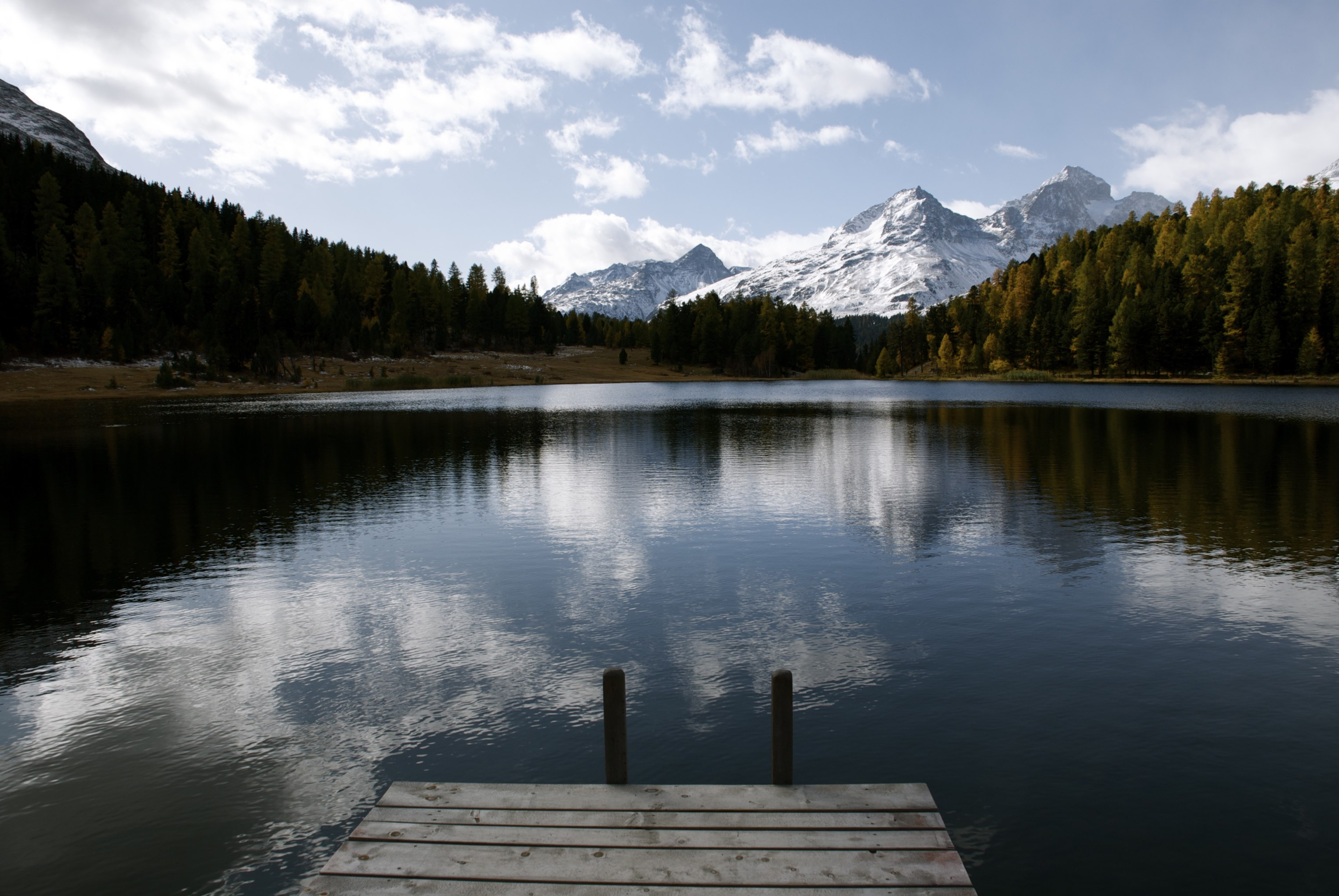
Lej da Staz, im Hintergrund von rechts Piz Güglia, Piz Albana und Piz Polaschin
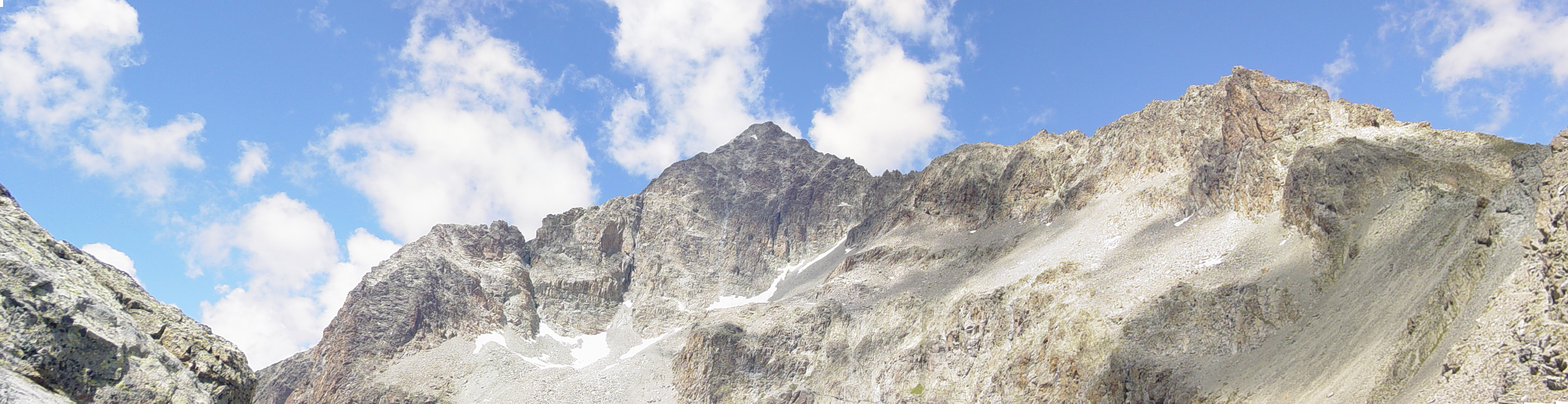
Piz Güglia von Fuorcla Albana
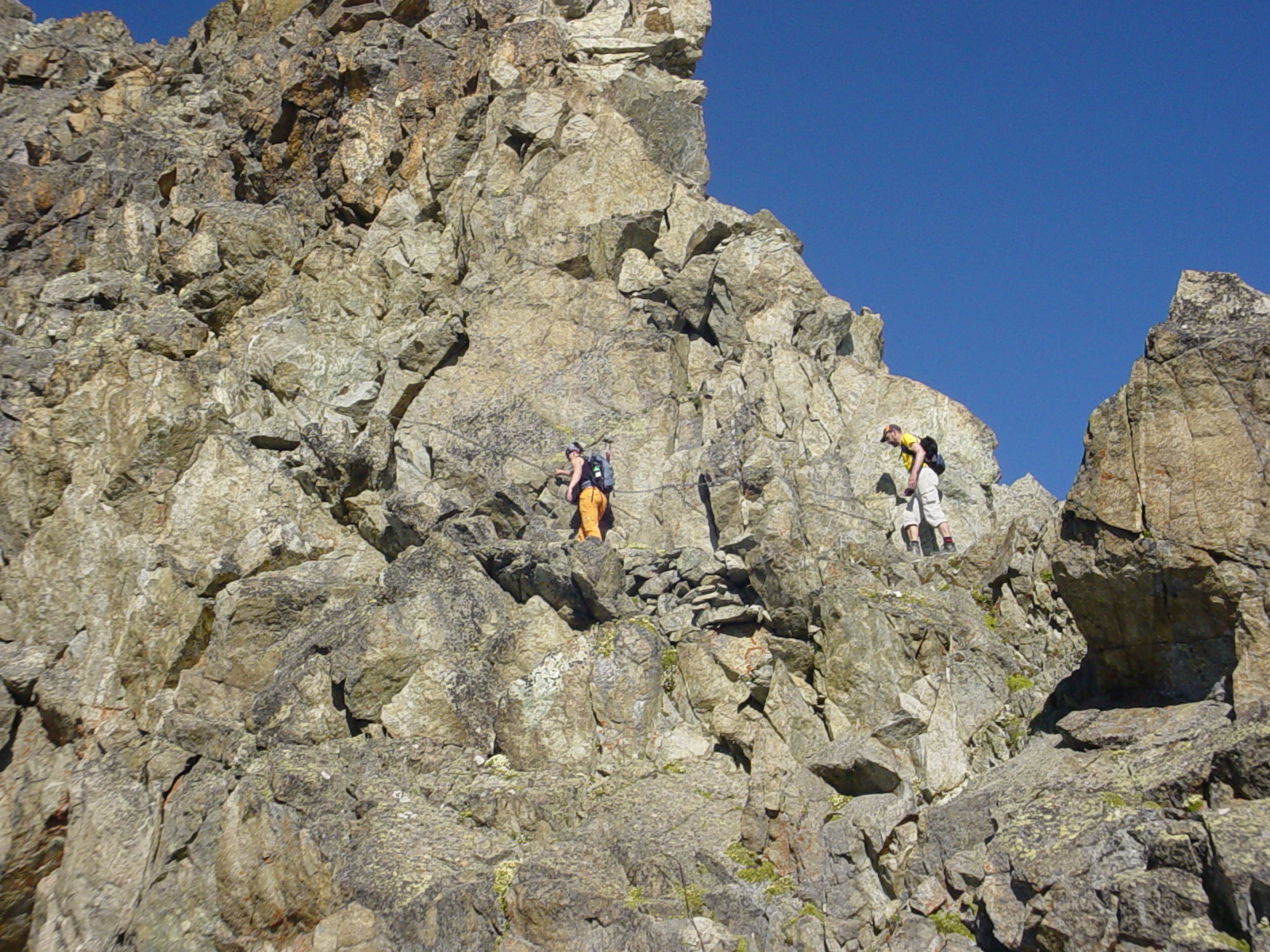
Klettern auf der Normalroute zum Piz Güglia
Historisches Luftbild von Werner Friedli (1954)